# Jaroměřice (zámek)
Zámek Jaroměřice je zámek ve stejnojmenné obci, který stojí na místě původně malé tvrze, kterou pravděpodobně vystavěl na počátku 16. století tehdejší majitel Jaroměřic Petr Šedík z Kunčiny.
Za Jana Blahoslava Bílského z Kaříšova byla roku 1592 tvrz přestavěna na renesanční zámek. Z této doby také pochází vstupní portál a velmi hodnotná sgrafitová výzdoba. V horní části portálu je kamenný plastický erb rodu Bílských z Kaříšova, tj. na štítě příčný stříbrný pruh a jako klenot dvě rozložená orlí křídla – pravé stříbrné, levé červené a mezi křídly tzv. šrank. Dále se na postálu nachází český citát z Bible. Nad portálem mezi okny prvního patra byly pravděpodobně sluneční hodiny a po jejich stranách malé erby: rodu Bílských z Kaříšova a rodu Lichnovských z Voštic.
Přes celé průčelí jsou nad okny přízemí kruhové obrazy s portréty v tomto pořadí zleva doprava: Jan Blahoslav Bílský z Kaříšova, Janova manželka Kateřina Lichnovská z Voštic, znak rodu Bílských z Kaříšova s písmeny IBBK – Jan Blahoslav Bílský z Kaříšova, znak rodu Lichnovských z Voštic s písmeny KLZW – Kateřina Lichnovská z Voštic, dále pravděpodobně Petr Bílský z Kaříšova a jedna ze dvou manželek Petra Bílského z Kaříšova. V prvním patře vedla kolem budovy dřevěná pavlač, na níž se vystupovalo dveřmi nad hlavním vchodem. Na straně k vesnici byla zaskleněná veranda pro výhled do kraje.
Tuto stavbu Janu Blahoslavovi Bílskému umožnilo asi hlavně dědictví nedaleké vsi Opatovic po smrti jeho bratra Václava. Téhož roku jako zámek byl také zbudován panský dvůr se sýpkou.
Zámek sloužil jako panská rezidence (Bílští z Kaříšova, Zástřizlové, Šubířové z Chobyně) až do roku 1735, kdy si noví majitelé zvolili za centrum panství Velké Opatovice a tamní zámek. Poté sloužila budova k hospodářským účelům a také byla pronajímán do soukromého vlastnictví. Po roce 1945 připadl obci a slouží jako sídlo obecního úřadu a mateřské školy.